# Lech Wałęsa
Lech Wałęsa   (Popowo, 29 de setembre de 1943), AFI  ˈlɛx vaˈwɛ̃sa (?·pàg.) és un polític, sindicalista i activista pels drets humans polonès. Va ser cofundador del sindicat Solidaritat (Solidarność), el primer sindicat independent del bloc soviètic, guardonat amb el Premi Nobel de la Pau l'any 1983, i President de Polònia entre 1990 i 1995.

## Biografia
Va néixer el 29 de setembre de 1943 a la ciutat de Popowo, població situada en el voivodat de Cuiàvia i Pomerània, fill d'un fuster. Va estudiar primària i formació professional abans d'entrar a les Drassanes de Gdańsk, conegudes com a «Drassanes Lenin», com a tècnic electricista el 1967. L'any 1969 es va casar amb Danuta Gołoś, i la parella va tenir vuit fills. Fou membre del comitè il·legal de vaga en aquella drassana el 1970. Després del sagnant final de la vaga, en què van resultar morts uns 80 treballadors a causa de l'actuació de la policia antiavalots, Wałęsa va ser detingut i condemnat per «comportament antisocial»; arran d'això va passar un any a la presó.
El 1976 va perdre el seu lloc de treball a la «Drassana Lenin» per recollir signatures per a la petició de la construcció d'un monument en memòria dels treballadors assassinats. A causa de la seva inclusió en una llista negra informal no va poder trobar cap altra feina i va ser mantingut, durant un temps, per amics personals molt propers.
El 1978 al costat d'Andrzej Gwiazda i Aleksander Hall va organitzar el moviment clandestí Wolne Związki Zawodowe Wybrzeża («Sindicat lliure de Pomerània»). Va ser detingut diverses vegades l'any 1979 per desenvolupar una organització «antiestatal», però no va ser declarat culpable en el judici i fou alliberat a principis de 1980; després d'això va tornar a la seva antiga feina de Gdańsk.

### Líder sindical
El 14 d'agost de 1980, després del començament d'una vaga laboral a la «Drassana Lenin», va escalar el seu mur il·legalment i va esdevenir líder de la vaga. Aquesta vaga va ser seguida de forma espontània per unes altres per tota Polònia. Diversos dies després va aturar als treballadors que volien deixar la drassana i els va persuadir per organitzar el Międzyzakładowy Komitet Strajkow ('Comitè de Coordinació de Vaga') per dirigir i donar suport la vaga general espontània a Polònia. Al setembre d'aquest any el govern comunista va signar i va acordar amb el «Comitè de Coordinació de Vaga» permetre la legalització de l'organització, però no sindicats realment lliures. El Comitè de Coordinació de Vaga es va legalitzar com a «Comitè de Coordinació Nacional del Sindicat Lliure Solidarność», i Wałęsa va ser elegit president d'aquest comitè.

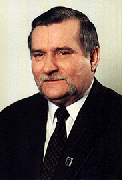
Lech Wałęsa durant el seu període presidencial.

Wałęsa va romandre en aquest lloc fins al desembre de 1981, quan el primer ministre Wojciech Jaruzelski va declarar la llei marcial, i per la qual fou empresonat durant onze mesos al sud-est de Polònia, prop de la frontera amb la Unió Soviètica fins al 14 de novembre de 1982.
L'any 1983 va sol·licitar tornar a la Drassana de Gdańsk, al seu antic lloc d'electricista. Mentre que formalment se'l tractava com un «simple empleat», va estar pràcticament sota arrest domiciliari fins a l'any 1987. El 1983 fou guardonat amb el Premi Nobel de la Pau, premi que no va poder recollir personalment per por que el govern no el deixés tornar a Polònia. La seva dona, Danuta Wałęsowa, va rebre el premi en el seu lloc i Wałęsa va cedir l'import monetari del premi al moviment «Solidaritat», temporalment exiliat, i amb seu a Brussel·les.

### Canvi polític
Entre 1987 i 1990 va organitzar i va liderar un semi-il·legal Comitè Executiu Temporal del Sindicat Solidaritat. El 1988 va organitzar una vaga laboral a la Drassana de Gdańsk, demandant únicament la re-legalització del sindicat Solidaritat. Després de vuit dies, el govern va accedir a entrar en converses en una taula rodona al setembre. Wałęsa fou el líder informal del costat no governamental durant aquestes converses, i en elles el govern va signar i acceptar el restabliment del sindicat Solidaritat i organitzar eleccions «semi-lliures» al parlament de Polònia.
El 1989 va organitzar i liderar el Comitè Ciutadà del President del Sindicat Solidaritat. Formalment era únicament un cos d'assessors, però en la pràctica era un tipus de partit polític, que va guanyar les eleccions parlamentàries de 1989, l'oposició va prendre tots els escons del Sejm (Parlament de Polònia) que van estar subjectes a eleccions lliures i tots menys un dels escons del restablert senat; i d'acord amb els acords de la taula rodona només els membres del Partit Comunista Polonès i els seus aliats podien ocupar el restant 64% dels escons del Sejm.
Mentre que tècnicament era únicament el president del Sindicat Solidaritat, Wałęsa tenia un paper clau en la política polonesa. A la fi de 1989 va persuadir a líders d'aliats formals dels comunistes per formar una coalició governamental no comunista, que seria el primer govern no comunista en l'esfera d'influència del bloc soviètic. Després d'aquest acord, per a la gran sorpresa del Partit Comunista, el parlament va escollir Tadeusz Mazowiecki com a Primer Ministre de Polònia. Així, Polònia, que seguia sent en teoria un país comunista, va començar a canviar la seva economia a un sistema de lliure mercat.
El 9 de desembre de 1990 Wałęsa va guanyar les eleccions presidencials i va esdevenir President de Polònia per als següents cinc anys. Durant la seva presidència va començar una anomenada «guerra en el cap» que pràcticament suposava un canvi de govern anual. El seu estil de presidència va ser fortament criticat per la majoria dels partits polítics, i va perdre molt del suport públic inicial a la fi de 1995. No obstant això, durant la seva presidència Polònia canvià radicalment passant d'un règim comunista opressiu, sota el control estricte de la Unió Soviètica i amb una feble economia, a un país democràtic i independent amb una economia de lliure mercat amb un ràpid creixement posterior.
Wałęsa va perdre les eleccions presidencials de 1995, i seguidament va anunciar la seva retirada de la política activa, tot i que ha romàs actiu, tractant d'establir el seu propi partit polític. El 1997 va donar i va ajudar a organitzar un nou partit anomenat Akcja Wyborcza Solidarność ('Acció Electoral Solidaritat'), que va guanyar les eleccions al parlament. No obstant això, el seu suport va anar decreixent i Wałęsa va ocupar una posició molt baixa en aquest partit. El líder real del partit i el seu principal organitzador va ser el nou líder del Sindicat Solidaritat, Marian Krzaklewski.
Wałęsa va tornar a optar a la presidència en les eleccions de 2000, però va rebre únicament l'1% dels vots. Molts polonesos van estar descontents amb el fet que una vegada més intentés recuperar el seu poder polític després d'haver anunciat la seva retirada. Des d'aquest moment ha estat donant conferències sobre la història i la política d'Europa Central en diverses universitats estrangeres.
El 10 de maig de 2004, l'aeroport internacional de Gdańsk va ser reanomenat oficialment Aeroport Gdańsk Lech Wałęsa en honor seu, incorporant la seva signatura al logotip de l'aeroport.

## Vida personal
El 8 de novembre de 1969, Wałęsa es va casar amb Mirosława Danuta Gołoś, que treballava en una floristeria prop de la drassana Lenin on treballava Wałęsa. Poc després de casar-se, va començar a utilitzar el seu segon nom més sovint que el seu primer nom, segons petició de Lech. La parella va tenir vuit fills; Bogdan (nascut el 1970), Sławomir (nascut el 1972), Przemysław (1974–2017), Jarosław (nascut el 1976), Magdalena (nascuda el 1979), Anna (nascuda el 1980), Maria-Wiktoria (nascuda el 1982) i Brygida (nascuda el 1985).
El 2016, Anna dirigia l'oficina del seu pare a Gdańsk i Jarosław és diputat europeu.
El 2008, Wałęsa es va sotmetre a la col·locació d'un stent de l'artèria coronària i la implantació d'un marcapassos a l’Hospital Methodist de Houston a Houston, Texas. Va ser sotmès a una operació cardíaca el 2021. El gener de 2022, Wałęsa va donar positiu per COVID-19. Va dir que havia rebut tres dosis de la vacuna COVID-19.

## Honors

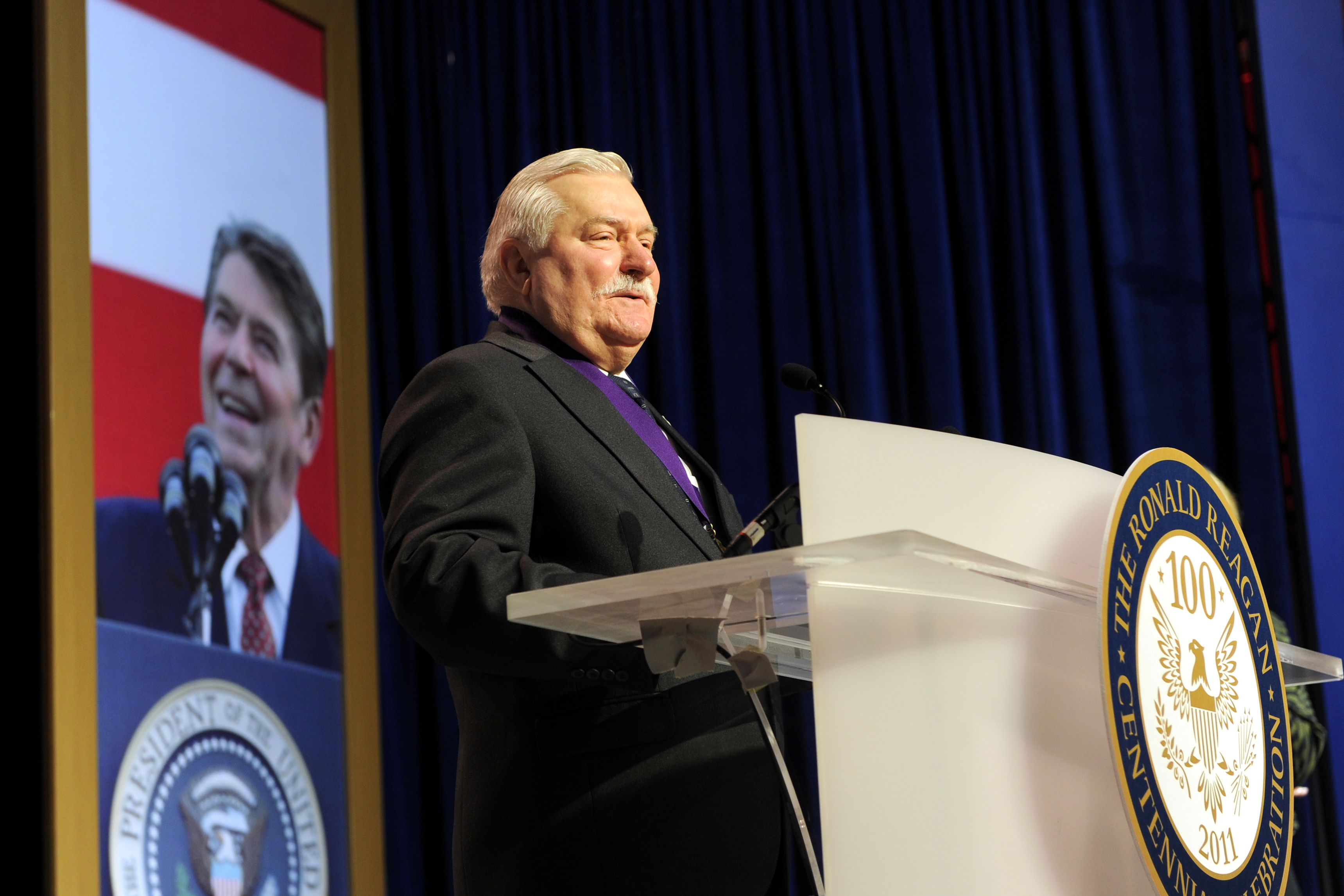
Wałęsa rebent el premi Ronald Reagan a la llibertat, 2011

El 1983, Wałęsa va rebre el Premi Nobel de la Pau. Des d'aleshores, ha rebut més de 30 condecoracions estatals i més de 50 premis de 30 països, incloent l'Orde del Bany (Regne Unit), Orde al Mèrit de la República Federal Alemanya, la Legió d'Honor (França) i el Premi Europeu dels Drets Humans (UE 1989).). El 2011, es va negar a acceptar l’orde més alt de Lituània, citant el seu descontentament per la política de Lituània cap a la diàspora polonesa. El 2008, va establir el Nagroda Lecha Wałęsy

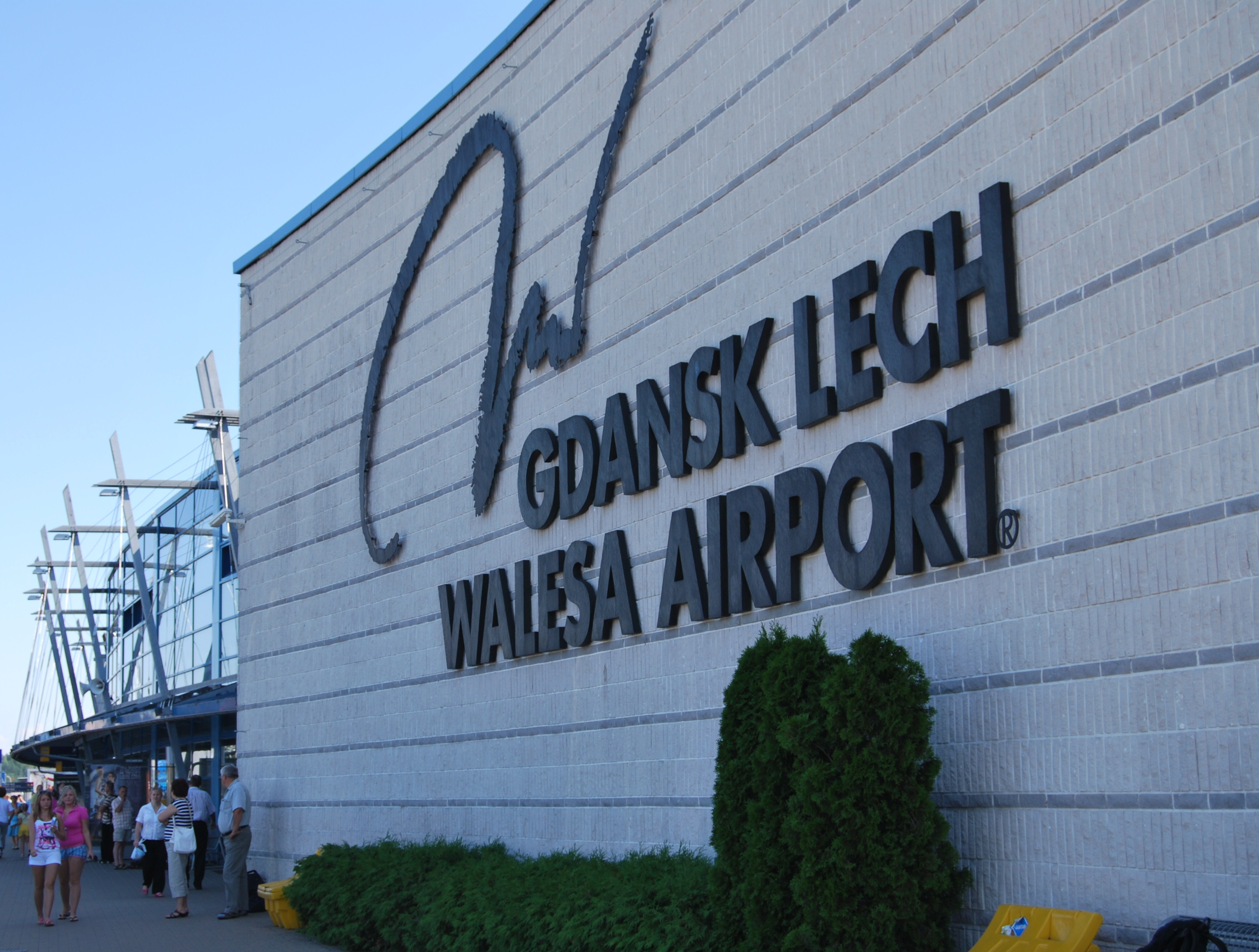
Aeroport de Gdańsk Lech Wałęsa

L'any 2004, l'aeroport internacional de Gdańsk va ser rebatejat oficialment com a aeroport de Gdańsk Lech Wałęsa i la signatura de Wałęsa es va incorporar al logotip de l'aeroport. Una sala universitària a la Universitat del nord-est d'Illinois (Chicago), sis carrers i cinc escoles al Canadà, França, Suècia i Polònia també van rebre el nom de Lech Wałęsa.
Wałęsa va ser nomenat Persona de l'Any de la Revista Time (1981), Financial Times (1980), Saudi Gazette (1989) i 12 diaris i revistes més. Va ser guardonat amb més de 45 doctorats honoris causa per universitats de tot el món, incloent-hi la Universitat Harvard i la Sorbona. Va ser nomenat cinturó negre honorari de karate per la Federació Internacional de Karate Tradicional. Wałęsa també és ciutadà honorari de més de 30 ciutats, incloses Londres, Buffalo i Torí.
Als Estats Units, Wałęsa va ser el primer destinatari de la Medalla de la Llibertat, el 1989. Aquell any, també va rebre la Medalla Presidencial de la Llibertat i es va convertir en el primer no cap d'estat a parlar en una reunió conjunta del Congrés dels Estats Units. L'any 2000, Wałęsa va rebre el premi Golden Plate de l’American Academy of Achievement. Wałęsa va representar simbòlicament Europa portant la bandera olímpica a la cerimònia d'obertura dels Jocs Olímpics d'Hivern de 2002. L'any 2004, va representar deu països recentment adherits a la UE durant la cerimònia oficial d'adhesió a Estrasburg. El 1993, l’autoritat heràldica del Regne de Suècia va assignar a Wałęsa un escut personal amb motiu del seu ingrés a la Reial Orde dels Serafins.

## Referències culturals

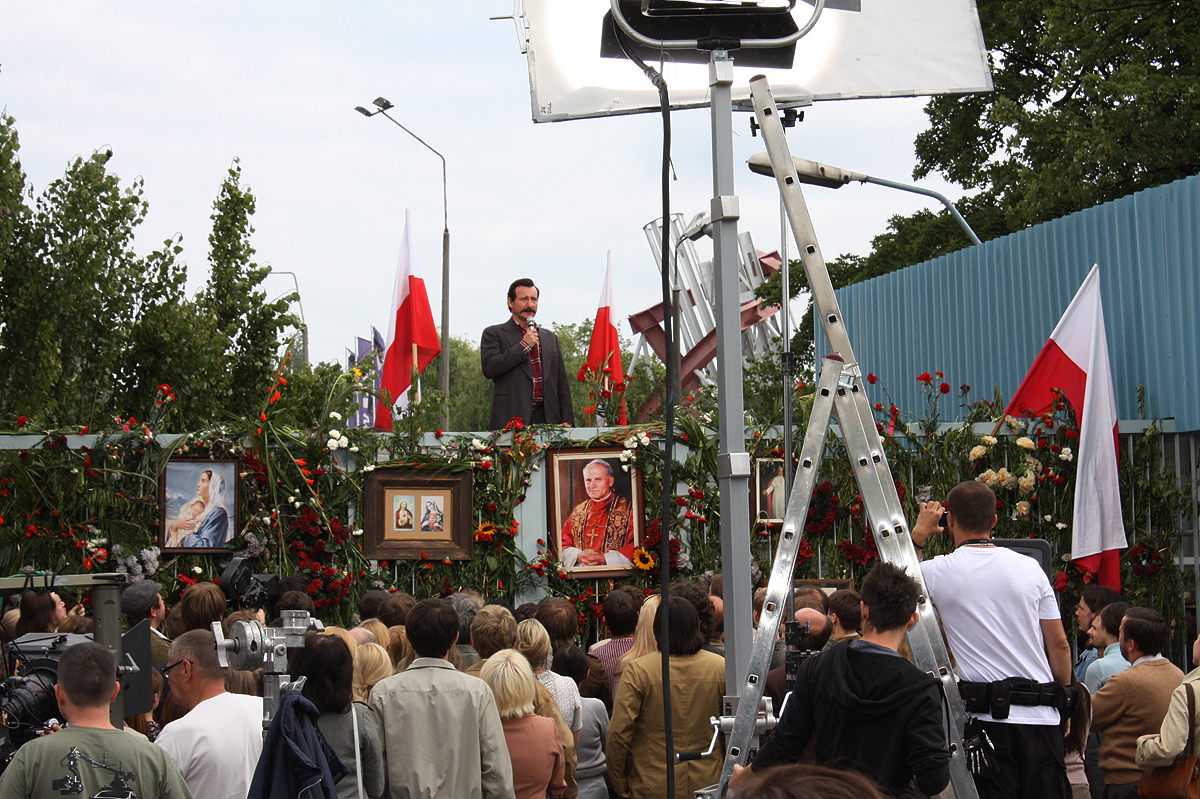
Rodatge de Wałęsa. Człowiek z nadziei a la plaça de la Solidaritat de Gdańsk

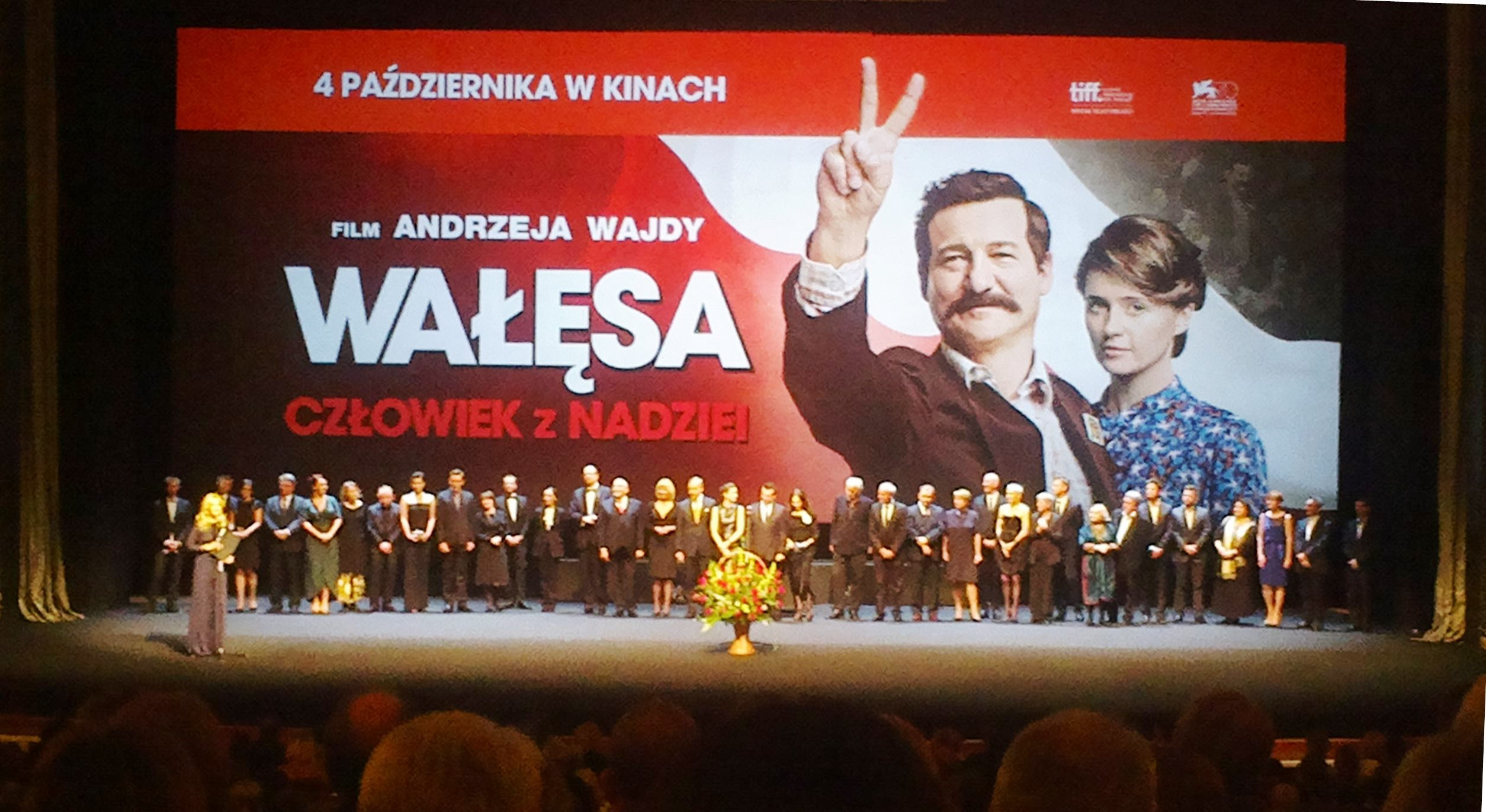
Estrena de Wałęsa. Człowiek z nadziei a Varsòvia, 2013